# Античний театр у Херсонесі
44°36′37″ пн. ш. 33°29′32″ сх. д. / 44.6102° пн. ш. 33.4922° сх. д.

Схема античного амфітеатру в Херсонесі

Античний амфітеатр в Херсонесі — театр в місті Херсонес Таврійський, який був споруджений в першій половині III століття до н. е.

## Історія
Театр діяв до I століття н. е. За припущеннями археологів та істориків, за римських часів амфітеатр використовувався ще й як цирк, де відбувалися бої гладіаторів. У амфітеатрі могли розміститися 1,5-2 тис. глядачів (за іншими джерелами — до 3,2 тис.), тобто практично всі вільні чоловіки — громадяни тодішнього Херсонеса.
Із запровадженням християнства амфітеатр занепав і з часом був перетворений на каменоломню. Згодом на його місці було споруджено два храми та декілька житлових будинків. Один з храмів був споруджений в VIII—IX століттях й стояв прямо на стіні колишнього театру та проіснував до часу загибелі Херсонесу. Інший храм, знаменитий «Храм із ковчегом», був споруджений в X—XI століттях. Під вівтарем храму в тайнику було знайдено невеликий срібний ковчег VI століття — скриньку, в якій зберігалися загорнені у шовк мощі невідомого святого. У XIV столітті «Храм із ковчегом» загинув під час пожежі.
На початку 21 ст. в античному амфітеатрі часом проходять вистави Національного російського драматичного театру ім. А. В. Луначарського.

## Театр і музика в Херсонесі
У Херсонесі театральні вистави складали частину багатоденного свята на честь Діонісія. На свято до амфітеатру збиралися всі мешканці міста, а перед драматичними змаганнями проводилася церемонія нагородження за особливі заслуги перед містом.
Історики спробували реконструювати репертуар Херсонеського театру. Відомо, що як і в інших полісах, тут ставилися класичні твори відомих грецьких авторів. Проте були й драми місцевих драматургів. Особливий інтерес виявляли до п'єс, дія яких відбувалася в Північному Причорномор'ї. До сьогодні збереглася лише драма Евріпіда «Іфігенія в Тавриді», окрім того відомо про існування драм «Скіфи» Софокла та «Скіфи і таври» Антифана, які не збереглися. Про існування місцевих авторів драм згадується в херсонеському написі римського часу, в якому серед учасників музичних змагань згадуються комедіографи.
У написі римського часу збереглося пряме свідчення про музичні змагання в амфітеатрі Херсонеса. Тож вчені вважають, що театр використовувався не лише для драматичних вистав, але й для концертів. У театрі та на майданах Херсонесу відбувалися танці зі співом в день пам'яті Лакамаха, батька херсонеської героїні Гікії.
У римський час в театрі проходили гладіаторські бої, про це свідчить уламок херсонеського рельєфу, де передано кінцевий момент змагання двох гладіаторів.

## Галерея

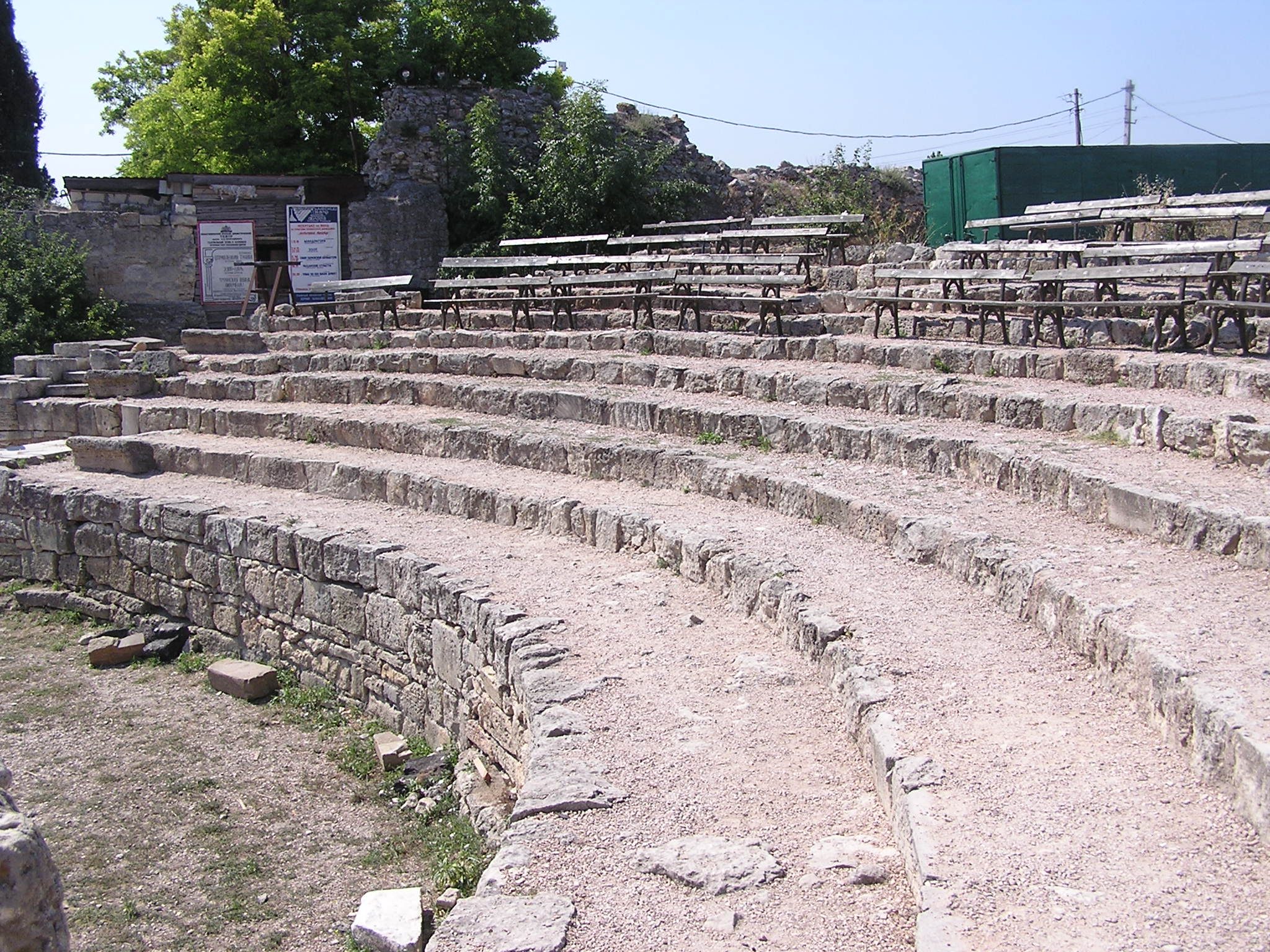
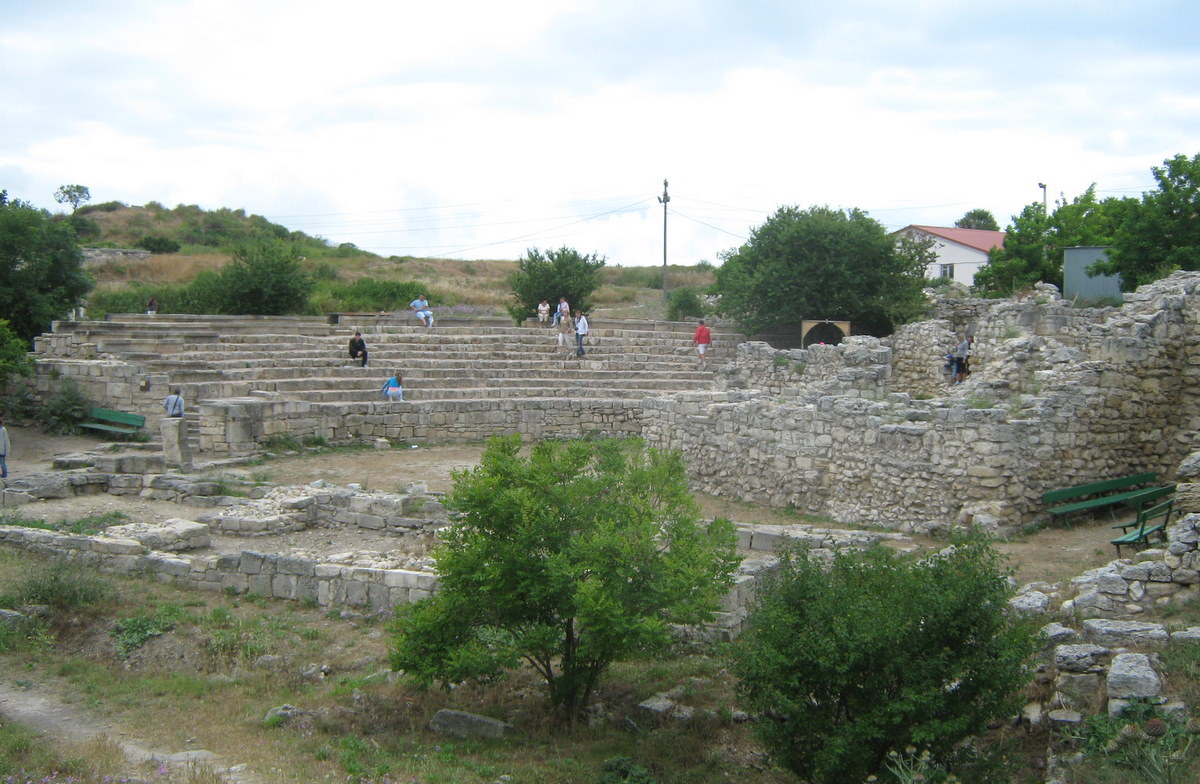
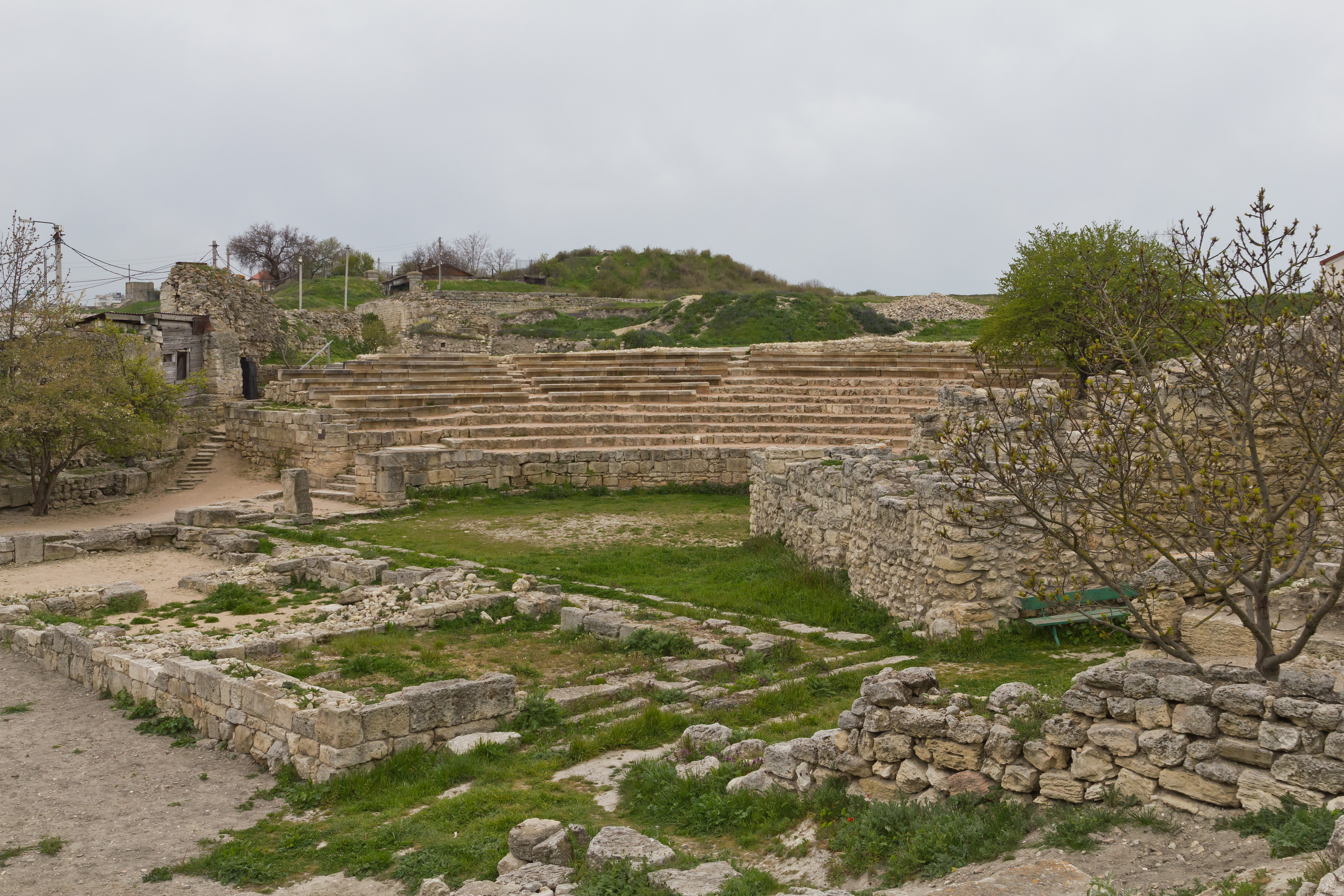